# KDE Display Manager
KDE Display Manager (KDM) was een grafisch aanmeldscherm voor computers met Unixachtige besturingssystemen, zoals Linux. Het was de KDE-vervanger van XDM, het standaard X-aanmeldscherm, en de tegenhanger van de GNOME-vervanger van XDM, GDM. 

## Functies
Met KDM was het mogelijk om per gebruiker in te stellen welke desktopomgeving de gebruiker wilde starten. Net als de rest van KDE, maakte ook KDM gebruik van de Qt-toolkit en waren alle instellingen te beheren in het KDE-configuratiecentrum. Er waren veel instellingen beschikbaar, zoals een optie om een andere achtergrond, kleurenschema's en aanmeldopties in te stellen. Met behulp van het optionele programma KDM Theme Manager konden tevens volledige thema's geïnstalleerd worden die het aanmeldscherm grondiger aanpasten. Veel Linuxdistributies maakten van die laatste mogelijkheid gebruik om hun aanmeldscherm uniek te maken. 
Een eenvoudig en standaard KDM-aanmeldvenster beschikte over een lijst met gebruikers aan de linkerkant, voorzien van gebruikersnaam en ingestelde echte naam en desgewenst een vrij te kiezen foto of andere afbeelding. Aan de rechterkant bevond zich een (KDE-)logo of analoge klok en begroeting. Onder de afbeelding of klok waren de velden met gebruikersnaam en wachtwoord. Op de meeste systemen was er tevens de beschikking over een uitrolmenu waarin een gebruiker het sessietype kon kiezen, bijvoorbeeld KDE, GNOME of een eenvoudig terminalvenster. Aan de onderkant was een serie knoppen te vinden die de mogelijkheid gaven om de computer af te sluiten, opnieuw op te starten of om de X-server opnieuw te starten.
KDE had ook de mogelijkheid om desgewenst automatisch aan te melden, wat echter als onveilig werd aangemerkt. Sommige gebruikers die van Windows gemigreerd waren vonden dit echter handig en vertrouwd.
Na de uitgave van KDE 4.11 werd de ontwikkeling van KDM stopgezet. Sindsdien is KDM in KDE vervangen door SDDM.

### TDM
In TDE wordt KDM in een iets gemoderniseerd jasje doorontwikkeld onder de naam TDM.